# Bagley (Iowa)
Bagley és una població dels Estats Units a l'estat d'Iowa. Segons el cens del 2000 tenia 354 habitants.

## Demografia
Segons el cens del 2000, Bagley tenia 354 habitants, 144 habitatges, i 96 famílies. La densitat de població era de 440,9 habitants per km².
Dels 144 habitatges en un 29,9% hi vivien nens de menys de 18 anys, en un 51,4% hi vivien parelles casades, en un 9,7% dones solteres, i en un 33,3% no eren unitats familiars. En el 30,6% dels habitatges hi vivien persones soles el 16,7% de les quals corresponia a persones de 65 anys o més que vivien soles. El nombre mitjà de persones vivint en cada habitatge era de 2,46 i el nombre mitjà de persones que vivien en cada família era de 3,01.
Per edats la població es repartia de la següent manera: un 27,1% tenia menys de 18 anys, un 9,6% entre 18 i 24, un 26,3% entre 25 i 44, un 19,2% de 45 a 60 i un 17,8% 65 anys o més.
L'edat mediana era de 37 anys. Per cada 100 dones de 18 o més anys hi havia 84,3 homes.
La renda mediana per habitatge era de 29.219 $ i la renda mediana per família de 38.036 $. Els homes tenien una renda mediana de 26.875 $ mentre que les dones 16.429 $. La renda per capita de la població era de 13.754 $. Entorn del 9,7% de les famílies i el 16,1% de la població estaven per davall del llindar de pobresa.

## Poblacions més properes
El següent diagrama mostra les poblacions més properes.